# Clista diversa
Clista diversa är en tvåvingeart som beskrevs av Johann Wilhelm Meigen 1838. Clista diversa ingår i släktet Clista och familjen parasitflugor. Inga underarter finns listade i Catalogue of Life.